# Черданці
Черда́нці (рос. Черданцы) — присілок у складі Богдановицького міського округу Свердловської області.
Населення — 8 осіб (2010, 5 у 2002).
Національний склад станом на 2002 рік: росіяни — 100 %.